# Reykjavíkurkjördæmi
Il distretto elettorale di Reykjavík (in islandese Reykjavíkurkjördæmi) è stato uno dei distretti elettorali dell'Islanda con più membri dell'Alþingi, il parlamento nazionale dell'Islanda. Il distretto elettorale è stato istituito nel 1844, quando l'Alþingi venne convertito in un'assemblea consultiva. Fu soppresso nel 2003, anno in cui venne diviso in due distretti elettorali in seguito alla riorganizzazione dei distretti elettorali in tutta l'Islanda. Il distretto elettorale di Reykjavík era confinante con l'omonimo comune, capitale del Paese.

## Risultati delle elezioni

### Sommario
| Elezione     | Alleanza Popolare G / C / K | Alleanza Popolare G / C / K | Alleanza Popolare G / C / K | Sinistra - Movimento Verde U | Sinistra - Movimento Verde U | Sinistra - Movimento Verde U | Alleanza Socialdemocratica S / A | Alleanza Socialdemocratica S / A | Alleanza Socialdemocratica S / A | Partito Progressista B / F | Partito Progressista B / F | Partito Progressista B / F | Partito dell'Indipendenza D / S / Í / B / H | Partito dell'Indipendenza D / S / Í / B / H | Partito dell'Indipendenza D / S / Í / B / H |   |
| Elezione     | Voti                        | %                           | Seggi                       | Voti                         | %                            | Seggi                        | Voti                             | %                                | Seggi                            | Voti                       | %                          | Seggi                      | Voti                                        | %                                           | Seggi                                       |   |
| ------------ | --------------------------- | --------------------------- | --------------------------- | ---------------------------- | ---------------------------- | ---------------------------- | -------------------------------- | -------------------------------- | -------------------------------- | -------------------------- | -------------------------- | -------------------------- | ------------------------------------------- | ------------------------------------------- | ------------------------------------------- | - |
| Elezione     | 1999                        |                             |                             |                              | 6.198                        | 9,39%                        | 1                                | 19.153                           | 29,02%                           | 5                          | 6.832                      | 10,35%                     | 1                                           | 30.168                                      | 45,71%                                      | 8 |
| 1995         | 9.440                       | 14,39%                      | 2                           |                              |                              |                              | 7.498                            | 11,43%                           | 2                                | 9.743                      | 14,85%                     | 2                          | 27.736                                      | 42,28%                                      | 7                                           |   |
| 1991         | 8.259                       | 13,30%                      | 2                           |                              |                              |                              | 9.165                            | 14,76%                           | 2                                | 6.299                      | 10,14%                     | 1                          | 28.731                                      | 46,26%                                      | 8                                           |   |
| 1987         | 8.226                       | 13,78%                      | 2                           |                              |                              |                              | 9.527                            | 15,96%                           | 2                                | 5.738                      | 9,61%                      | 1                          | 17.333                                      | 29,04%                                      | 5                                           |   |
| 1983         | 9.634                       | 18,98%                      | 2                           |                              |                              |                              | 5.470                            | 10,78%                           | 1                                | 4.781                      | 9,42%                      | 1                          | 21.807                                      | 42,97%                                      | 6                                           |   |
| 1979         | 10.888                      | 22,27%                      | 3                           |                              |                              |                              | 8.691                            | 17,77%                           | 2                                | 7.252                      | 14,83%                     | 2                          | 21.428                                      | 43,82%                                      | 5                                           |   |
| 1978         | 12.016                      | 24,35%                      | 3                           |                              |                              |                              | 11.159                           | 22,61%                           | 3                                | 4.116                      | 8,34%                      | 1                          | 19.515                                      | 39,55%                                      | 5                                           |   |
| 1974         | 9.874                       | 20,58%                      | 2                           |                              |                              |                              | 4.071                            | 8,49%                            | 1                                | 8.014                      | 16,71%                     | 2                          | 24.023                                      | 50,08%                                      | 7                                           |   |
| 1971         | 8.851                       | 19,96%                      | 2                           |                              |                              |                              | 4.468                            | 10,08%                           | 1                                | 6.766                      | 15,26%                     | 2                          | 18.884                                      | 42,59%                                      | 6                                           |   |
| 1967         | 5.423                       | 13,28%                      | 1                           |                              |                              |                              | 7.138                            | 17,48%                           | 2                                | 6.829                      | 16,72%                     | 2                          | 17.510                                      | 42,87%                                      | 6                                           |   |
| 1963         | 6.678                       | 17,71%                      | 2                           |                              |                              |                              | 5.730                            | 15,20%                           | 2                                | 6.178                      | 16,38%                     | 2                          | 19.122                                      | 50,71%                                      | 6                                           |   |
| Ottobre 1959 | 6.543                       | 18,53%                      | 2                           |                              |                              |                              | 5.946                            | 16,84%                           | 2                                | 4.100                      | 11,61%                     | 1                          | 16.474                                      | 46,66%                                      | 7                                           |   |
| Giugno 1959  | 6.598                       | 18,75%                      | 1                           |                              |                              |                              | 4.701                            | 13,36%                           | 1                                | 4.446                      | 12,64%                     | 1                          | 17.943                                      | 50,99%                                      | 5                                           |   |
| 1956         | 8.240                       | 24,52%                      | 2                           |                              |                              |                              | 6.306                            | 18,77%                           | 1                                | 151                        | 0,45%                      | 0                          | 16.928                                      | 50,38%                                      | 5                                           |   |
| 1953         | 6.704                       | 21,48%                      | 2                           |                              |                              |                              | 4.936                            | 15,82%                           | 1                                | 2.624                      | 8,41%                      | 0                          | 12.245                                      | 39,24%                                      | 4                                           |   |
| 1949         | 8.133                       | 28,50%                      | 2                           |                              |                              |                              | 4.420                            | 15,49%                           | 1                                | 2.996                      | 10,50%                     | 1                          | 12.990                                      | 45,52%                                      | 4                                           |   |
| 1946         | 6.990                       | 28,44%                      | 3                           |                              |                              |                              | 4.570                            | 18,60%                           | 1                                | 1.436                      | 5,84%                      | 0                          | 11.580                                      | 47,12%                                      | 4                                           |   |
| Ottobre 1942 | 5.980                       | 30,20%                      | 3                           |                              |                              |                              | 3.303                            | 16,68%                           | 1                                | 945                        | 4,77%                      | 0                          | 8.292                                       | 41,87%                                      | 4                                           |   |
| Luglio 1942  | 5.335                       | 27,96%                      | 2                           |                              |                              |                              | 3.319                            | 17,39%                           | 1                                | 905                        | 4,74%                      | 0                          | 8.801                                       | 46,12%                                      | 3                                           |   |
| 1937         | 2.742                       | 15,13%                      | 1                           |                              |                              |                              | 4.135                            | 22,82%                           | 1                                | 1.047                      | 5,78%                      | 0                          | 10.138                                      | 55,95%                                      | 4                                           |   |
| 1934         | 1.014                       | 6,86%                       | 0                           |                              |                              |                              | 5.039                            | 34,09%                           | 2                                | 805                        | 5,45%                      | 0                          | 7.525                                       | 50,91%                                      | 4                                           |   |
| 1933         | 737                         | 7,62%                       | 0                           |                              |                              |                              | 3.244                            | 33,53%                           | 1                                |                            |                            |                            | 5.693                                       | 58,85%                                      | 3                                           |   |
| 1931         | 251                         | 2,59%                       | 0                           |                              |                              |                              | 2.628                            | 27,12%                           | 1                                | 1.234                      | 12,74%                     | 0                          | 5.576                                       | 57,55%                                      | 3                                           |   |
| 1927         |                             |                             |                             |                              |                              |                              | 2.493                            | 34,62%                           | 2                                |                            |                            |                            | 3.550                                       | 49,30%                                      | 2                                           |   |
| 1923         |                             |                             |                             |                              |                              |                              | 2.492                            | 33,51%                           | 1                                |                            |                            |                            | 4.944                                       | 66,49%                                      | 3                                           |   |
| 1919         |                             |                             |                             |                              |                              |                              | 853                              | 23,78%                           | 0                                |                            |                            |                            | 2.013                                       | 56,12%                                      | 1                                           |   |
| Ottobre 1916 |                             |                             |                             |                              |                              |                              | 749                              | 40,20%                           | 1                                |                            |                            |                            | 710                                         | 38,13%                                      | 1                                           |   |

### Dettagliato

#### Anni '90

##### 1999
Risultati delle elezioni parlamentari del 1999 tenutesi l'8 maggio 1999:
| Partito               | Partito                       | Partito               | Voti   | %       | Seggi   | Seggi | Seggi |
| Partito               | Partito                       | Partito               | Voti   | %       | Contro. | Com.  | Tot.  |
| --------------------- | ----------------------------- | --------------------- | ------ | ------- | ------- | ----- | ----- |
|                       | Partito dell'Indipendenza     | D                     | 30.168 | 45,71%  | 8       | 1     | 9     |
|                       | Alleanza Socialdemocratica    | S                     | 19.153 | 29,02%  | 5       | 0     | 5     |
|                       | Partito Progressista          | B                     | 6.832  | 10,35%  | 1       | 1     | 2     |
|                       | Sinistra - Movimento Verde    | U                     | 6.198  | 9,39%   | 1       | 1     | 2     |
|                       | Partito Liberale              | F                     | 2.756  | 4,18%   | 0       | 1     | 1     |
|                       | Partito Umanista              | H                     | 414    | 0,63%   | 0       | 0     | 0     |
|                       | Partito Democratico Cristiano | K                     | 268    | 0,41%   | 0       | 0     | 0     |
|                       | Anarchici d'Islanda           | Z                     | 204    | 0,31%   | 0       | 0     | 0     |
| Voti validi           | Voti validi                   | Voti validi           | 65.993 | 100,00% | 15      | 4     | 19    |
| Voti in bianco        | Voti in bianco                | Voti in bianco        | 1.475  | 2,18%   |         |       |       |
| Voti respinti – Altro | Voti respinti – Altro         | Voti respinti – Altro | 127    | 0,19%   |         |       |       |
| Totale sondaggi       | Totale sondaggi               | Totale sondaggi       | 67.595 | 82,06%  |         |       |       |
| Elettori iscritti     | Elettori iscritti             | Elettori iscritti     | 82.374 |         |         |       |       |

Furono eletti i seguenti candidati:
- Seggi elettorali - Ásta Ragnheiður Jóhannesdóttir (S), 19.092 voti; Björn Bjarnason (D), 29.997 voti; Bryndís Hlöðversdóttir (S), 19.095 voti; Davíð Oddsson (D), 30.023 voti; Finnur Ingólfsson (B), 6.542 voti; Geir Haarde (D), 30.124 voti; Guðmundur Hallvarðsson (D), 30.093 voti; Guðrún Ögmundsdóttir (S), 19.057 voti; Jóhanna Sigurðardóttir (S), 18.974 voti; Katrín Fjeldsted (D), 30.067 voti; Lára Margrét Ragnarsdóttir (D), 30.105 voti; Ögmundur Jónasson (U), 6.111 voti; Össur Skarphéðinsson(S), 19.042 voti; Pétur Blöndal (D), 30.110 voti; Sólveig Pétursdóttir (D), 30.006 voti.
- Seggi compensativi - Ásta Möller (D), 30.086 voti; Kolbrún Halldórsdóttir (U), 6.125 voti; Ólafur Örn Haraldsson (B), 6.783 voti; e Sverrir Hermannsson (F), 2.722 voti.

##### 1995
Risultati delle elezioni parlamentari del 1995 tenutesi l'8 aprile 1995:
| Partito               | Partito                      | Partito               | Voti   | %       | Seggi   | Seggi | Seggi |
| Partito               | Partito                      | Partito               | Voti   | %       | Contro. | Com.  | Tot.  |
| --------------------- | ---------------------------- | --------------------- | ------ | ------- | ------- | ----- | ----- |
|                       | Partito dell'Indipendenza    | D                     | 27.736 | 42,28%  | 7       | 1     | 8     |
|                       | Partito Progressista         | B                     | 9.743  | 14,85%  | 2       | 0     | 2     |
|                       | Alleanza Popolare            | G                     | 9.440  | 14,39%  | 2       | 1     | 3     |
|                       | Partito Socialdemocratico    | UN                    | 7.498  | 11,43%  | 2       | 0     | 2     |
|                       | Movimento Nazionale          | J                     | 5.777  | 8,81%   | 1       | 1     | 2     |
|                       | Alleanza delle Donne         | v                     | 4.594  | 7,00%   | 1       | 1     | 2     |
|                       | Partito della Legge Naturale | N                     | 603    | 0,92%   | 0       | 0     | 0     |
|                       | Movimento Politico Cristiano | K                     | 202    | 0,31%   | 0       | 0     | 0     |
| Voti validi           | Voti validi                  | Voti validi           | 65.593 | 100,00% | 15      | 4     | 19    |
| Voti in bianco        | Voti in bianco               | Voti in bianco        | 980    | 1,47%   |         |       |       |
| Voti respinti – Altro | Voti respinti – Altro        | Voti respinti – Altro | 126    | 0,19%   |         |       |       |
| Totale sondaggi       | Totale sondaggi              | Totale sondaggi       | 66.699 | 86,02%  |         |       |       |
| Elettori iscritti     | Elettori iscritti            | Elettori iscritti     | 77.539 |         |         |       |       |

Furono eletti i seguenti candidati:
- Seggi elettorali - Björn Bjarnason (D), 27.630 voti; Bryndís Hlöðversdóttir (G), 9.386 voti; Davíð Oddsson (D), 27.663 voti; Finnur Ingólfsson (B), 9.411 voti; Friðrik Klemenz Sophusson (D), 27.570 voti; Geir Haarde (D), 27.650 voti; Guðmundur Hallvarðsson (D), 27.636 voti; Jóhanna Sigurðardóttir (J), 5.769 voti; Jón Baldvin Hannibalsson (A), 7.443 voti; Kristín Ástgeirsdóttir (V), 4.550 voti; Lára Margrét Ragnarsdóttir (D), 27.639 voti; Ólafur Örn Haraldsson (B), 9.681 voti; Össur Skarphéðinsson (A), 7.351 voti; Sólveig Pétursdóttir (D), 27.616 voti; e Svavar Gestsson (G), 9.365 voti.
- Seggi compensativi - Ásta Ragnheiður Jóhannesdóttir (J), 5.740 voti; Guðný Guðbjörnsdóttir (V), 4.558 voti; Ögmundur Jónasson (G), 9.353 voti; e Pétur Blöndal (D), 27.607 voti.

##### 1991
Risultati delle elezioni parlamentari del 1991 tenutesi il 20 aprile 1991:
| Partito               | Partito                              | Partito               | Voti   | %       | Seggi   | Seggi | Seggi |
| Partito               | Partito                              | Partito               | Voti   | %       | Contro. | Com.  | Tot.  |
| --------------------- | ------------------------------------ | --------------------- | ------ | ------- | ------- | ----- | ----- |
|                       | Partito dell'Indipendenza            | D                     | 28.731 | 46,26%  | 8       | 1     | 9     |
|                       | Partito Socialdemocratico            | UN                    | 9.165  | 14,76%  | 2       | 1     | 3     |
|                       | Alleanza Popolare                    | G                     | 8.259  | 13,30%  | 2       | 0     | 2     |
|                       | Alleanza delle Donne                 | v                     | 7.444  | 11,99%  | 1       | 2     | 3     |
|                       | Partito Progressista                 | B                     | 6.299  | 10,14%  | 1       | 0     | 1     |
|                       | Partito Nazionale e Partito Umanista | Þ                     | 845    | 1,36%   | 0       | 0     | 0     |
|                       | Liberali                             | F                     | 791    | 1,27%   | 0       | 0     | 0     |
|                       | Movimento Verde                      | z                     | 390    | 0,63%   | 0       | 0     | 0     |
|                       | Associazione della Regola Domestica  | H                     | 180    | 0,29%   | 0       | 0     | 0     |
| Voti validi           | Voti validi                          | Voti validi           | 62,104 | 100,00% | 14      | 4     | 18    |
| Voti in bianco        | Voti in bianco                       | Voti in bianco        | 874    | 1,39%   |         |       |       |
| Voti respinti – Altro | Voti respinti – Altro                | Voti respinti – Altro | 125    | 0,20%   |         |       |       |
| Totale sondaggi       | Totale sondaggi                      | Totale sondaggi       | 63,103 | 86,09%  |         |       |       |
| Elettori iscritti     | Elettori iscritti                    | Elettori iscritti     | 73.299 |         |         |       |       |

Furono eletti i seguenti candidati:
- Seggi elettorali - Björn Bjarnason (D), 28.628 voti; Davíð Oddsson (D), 28.488 voti; Eyjólfur Konráð Jónsson (D), 28.586 voti; Finnur Ingólfsson (B), 5.979 voti; Friðrik Klemenz Sophusson (D), 28.641 voti; Geir Haarde (D), 28.617 voti; Guðrún Helgadóttir (G), 8.095 voti; Ingi Björn Albertsson (D), 28.528 voti; Ingibjörg Sólrún Gísladóttir (V), 7.433 voti; Jóhanna Sigurðardóttir (A), 9.140 voti; Jón Baldvin Hannibalsson (A), 9.023 voti; Lára Margrét Ragnarsdóttir (D), 28.663 voti; Sólveig Pétursdóttir (D), 28.645 voti; Svavar Gestsson (G), 8.201 voti.
- Seggi compensativi - Guðmundur Hallvarðsson (D), 28.658 voti; Kristín Ástgeirsdóttir (V), 7.430 voti; Kristín Einarsdóttir (V), 7.429 voti; e Össur Skarphéðinsson (A), 9.012 voti.

#### Anni '80

##### 1987
Risultati delle elezioni parlamentari del 1987 tenutesi il 25 aprile 1987:
| Partito               | Partito                            | Partito               | Voti   | %       | Seggi   | Seggi | Seggi |
| Partito               | Partito                            | Partito               | Voti   | %       | Contro. | Com.  | Tot.  |
| --------------------- | ---------------------------------- | --------------------- | ------ | ------- | ------- | ----- | ----- |
|                       | Partito dell'Indipendenza          | D                     | 17.333 | 29,04%  | 5       | 1     | 6     |
|                       | Partito Socialdemocratico          | UN                    | 9.527  | 15,96%  | 2       | 1     | 3     |
|                       | Partito dei Cittadini              | S                     | 8.965  | 15,02%  | 2       | 1     | 3     |
|                       | Alleanza delle Donne               | v                     | 8.353  | 14,00%  | 2       | 1     | 3     |
|                       | Alleanza Popolare                  | G                     | 8.226  | 13,78%  | 2       | 0     | 2     |
|                       | Partito Progressista               | B                     | 5.738  | 9,61%   | 1       | 0     | 1     |
|                       | Partito Umanista                   | M                     | 1.378  | 2,31%   | 0       | 0     | 0     |
|                       | Alleanza per l'Eguaglianza Sociale | C                     | 162    | 0,27%   | 0       | 0     | 0     |
| Voti validi           | Voti validi                        | Voti validi           | 59.682 | 100,00% | 14      | 4     | 18    |
| Voti in bianco        | Voti in bianco                     | Voti in bianco        | 481    | 0,80%   |         |       |       |
| Voti respinti – Altro | Voti respinti – Altro              | Voti respinti – Altro | 104    | 0,17%   |         |       |       |
| Totale sondaggi       | Totale sondaggi                    | Totale sondaggi       | 60.267 | 89,43%  |         |       |       |
| Elettori iscritti     | Elettori iscritti                  | Elettori iscritti     | 67.387 |         |         |       |       |

Furono eletti i seguenti candidati:
- Seggi elettorali - Albert Guðmundsson (S), 8.954 voti; Birgir Ísleifur Gunnarsson (D), 17.251 voti; Eyjólfur Konráð Jónsson (D), 17.256 voti; Friðrik Klemenz Sophusson (D), 17.104 voti; Guðmundur Ágústsson (S), 8.932 voti; Guðmundur G. Þórarinsson (B), 5.497 voti; Guðmundur H. Garðarsson (D), 17.245 voti; Guðrún Agnarsdóttir (V), 8.342 voti; Guðrún Helgadóttir (G), 8.164 voti; Jóhanna Sigurðardóttir (A), 9.468 voti; Jón Sigurðsson (A), 9.420 voti; Kristín Einarsdóttir (V), 8.335 voti;Ragnhildur Helgadóttir (D), 17.149 voti; e Svavar Gestsson (G), 8.154 voti.
- Seggi compensativi - Aðalheiður Bjarnfreðinsdóttir (S), 8.950 voti; Geir Haarde (D), 17.250 voti; Jón Baldvin Hannibalsson (A), 9.450 voti; e Þórhildur Þorleifsdóttir (V), 8.324 voti.

##### 1983
Risultati delle elezioni parlamentari del 1983 tenutesi il 23 aprile 1983:
| Partito               | Partito                            | Partito               | Voti   | %       | Seggi   | Seggi | Seggi |
| Partito               | Partito                            | Partito               | Voti   | %       | Contro. | Com.  | Tot.  |
| --------------------- | ---------------------------------- | --------------------- | ------ | ------- | ------- | ----- | ----- |
|                       | Partito dell'Indipendenza          | D                     | 21.807 | 42,97%  | 6       | 0     | 6     |
|                       | Alleanza Popolare                  | G                     | 9.634  | 18,98%  | 2       | 1     | 3     |
|                       | Partito Socialdemocratico          | UN                    | 5.470  | 10,78%  | 1       | 1     | 2     |
|                       | Alleanza per l'Eguaglianza Sociale | C                     | 4.815  | 9,49%   | 1       | 1     | 2     |
|                       | Partito Progressista               | B                     | 4.781  | 9,42%   | 1       | 0     | 1     |
|                       | Alleanza delle Donne               | v                     | 4.248  | 8,37%   | 1       | 1     | 2     |
| Voti validi           | Voti validi                        | Voti validi           | 50.755 | 100,00% | 12      | 4     | 16    |
| Voti in bianco        | Voti in bianco                     | Voti in bianco        | 1.036  | 2,00%   |         |       |       |
| Voti respinti – Altro | Voti respinti – Altro              | Voti respinti – Altro | 125    | 0,24%   |         |       |       |
| Totale sondaggi       | Totale sondaggi                    | Totale sondaggi       | 51.916 | 87,87%  |         |       |       |
| Elettori iscritti     | Elettori iscritti                  | Elettori iscritti     | 59.082 |         |         |       |       |

Furono eletti i seguenti candidati:
- Seggi elettorali - Albert Guðmundsson (D), 21.692 voti; Birgir Ísleifur Gunnarsson (D), 19.974 voti; Ellert Schram (D), 19.055 voti; Friðrik Klemenz Sophusson (D), 20.870 voti; Guðmundur J. Guðmundsson (G), 9.183 voti; Jón Baldvin Hannibalsson (A), 5.451 voti; Ólafur Jóhannesson (B), 4.778 voti; Pétur Sigurðsson (D), 17.243 voti; Ragnhildur Helgadóttir (D), 18.158 voti; Sigríður Dúna Kristmundsdóttir (V), 4.246 voti; Svavar Gestsson (G), 9.630 voti; e Vilmundur Gylfason (C), 4.780 voti.
- Seggi compensativi - Guðrún Agnarsdóttir (V), 4.070 voti; Guðrún Helgadóttir (G), 8.815 voti; Jóhanna Sigurðardóttir (A), 5.242 voti; e Kristín S. Kvaran (C), 4.581 voti.

#### Anni '70

##### 1979
Risultati delle elezioni parlamentari del 1979 tenutesi il 2 e 3 dicembre 1979:
| Partito               | Partito                          | Partito               | Voti   | %       | Seggi   | Seggi | Seggi |
| Partito               | Partito                          | Partito               | Voti   | %       | Contro. | Com.  | Tot.  |
| --------------------- | -------------------------------- | --------------------- | ------ | ------- | ------- | ----- | ----- |
|                       | Partito dell'Indipendenza        | D                     | 21.428 | 43,82%  | 5       | 1     | 6     |
|                       | Alleanza Popolare                | G                     | 10.888 | 22,27%  | 3       | 1     | 4     |
|                       | Partito Socialdemocratico        | UN                    | 8.691  | 17,77%  | 2       | 1     | 3     |
|                       | Partito Progressista             | B                     | 7.252  | 14,83%  | 2       | 0     | 2     |
|                       | Fazione Comunista Rivoluzionaria | R                     | 480    | 0,98%   | 0       | 0     | 0     |
|                       | L'Altro Partito                  | H                     | 158    | 0,32%   | 0       | 0     | 0     |
| Voti validi           | Voti validi                      | Voti validi           | 48.897 | 100,00% | 12      | 3     | 15    |
| Voti in bianco        | Voti in bianco                   | Voti in bianco        | 1.143  | 2,28%   |         |       |       |
| Voti respinti – Altro | Voti respinti – Altro            | Voti respinti – Altro | 119    | 0,24%   |         |       |       |
| Totale sondaggi       | Totale sondaggi                  | Totale sondaggi       | 50.159 | 88,93%  |         |       |       |
| Elettori iscritti     | Elettori iscritti                | Elettori iscritti     | 56.402 |         |         |       |       |

Furono eletti i seguenti candidati:
- Seggi elettorali - Albert Guðmundsson (D), 20.465 voti; Benedikt Sigurðsson Gröndal (A), 8.650 voti; Birgir Ísleifur Gunnarsson (D), 19.633 voti; Friðrik Klemenz Sophusson (D), 17.833 voti; Geir Hallgrímsson (D), 21.330 voti; Gunnar Thoroddsen (D), 18.697 voti; Guðmundur J. Guðmundsson (G), 10.383 voti; Guðmundur G. Þórarinsson (B), 6.916 voti; Ólafur Jóhannesson (B), 7.246 voti; Ólafur Ragnar Grímsson (G), 9.937 voti; Svavar Gestsson (G), 10.877 voti; e Vilmundur Gylfason (A), 8.306 voti.
- Seggi compensativi - Guðrún Helgadóttir (G), 9.527 voti; Jóhanna Sigurðardóttir (A), 7.959 voti; e Pétur Sigurðsson (D), 16.948 voti.

##### 1978
Risultati delle elezioni parlamentari del 1978 tenutesi il 25 giugno 1978:
| Partito               | Partito                                | Partito               | Voti   | %       | Seggi   | Seggi | Seggi |
| Partito               | Partito                                | Partito               | Voti   | %       | Contro. | Com.  | Tot.  |
| --------------------- | -------------------------------------- | --------------------- | ------ | ------- | ------- | ----- | ----- |
|                       | Partito dell'Indipendenza              | D                     | 19.515 | 39,55%  | 5       | 1     | 6     |
|                       | Alleanza Popolare                      | G                     | 12.016 | 24,35%  | 3       | 1     | 4     |
|                       | Partito Socialdemocratico              | UN                    | 11.159 | 22,61%  | 3       | 1     | 4     |
|                       | Partito Progressista                   | B                     | 4.116  | 8,34%   | 1       | 0     | 1     |
|                       | Unione dei Liberali e della Sinistra   | F                     | 1.942  | 3,94%   | 0       | 0     | 0     |
|                       | Il Partito Politico                    | S                     | 284    | 0,58%   | 0       | 0     | 0     |
|                       | Lega Comunista Rivoluzionaria          | R                     | 184    | 0,37%   | 0       | 0     | 0     |
|                       | Partito Comunista (marxista-leninista) | K                     | 128    | 0,26%   | 0       | 0     | 0     |
| Voti validi           | Voti validi                            | Voti validi           | 49.344 | 100,00% | 12      | 3     | 15    |
| Voti in bianco        | Voti in bianco                         | Voti in bianco        | 636    | 1,27%   |         |       |       |
| Voti respinti – Altro | Voti respinti – Altro                  | Voti respinti – Altro | 117    | 0,23%   |         |       |       |
| Totale sondaggi       | Totale sondaggi                        | Totale sondaggi       | 50.097 | 89,96%  |         |       |       |
| Elettori iscritti     | Elettori iscritti                      | Elettori iscritti     | 55.691 |         |         |       |       |

Furono eletti i seguenti candidati:
- Seggi elettorali - Albert Guðmundsson (D), 19.375 voti; Benedikt Sigurðsson Gröndal (A), 11.122 voti; Einar Ágústsson (B), 4.103 voti; Ellert Schram (D), 17.050 voti; Eðvarð Sigurðsson (G), 11.504 voti; Geir Hallgrímsson (D), 18.556 voti; Gunnar Thoroddsen (D), 16.200 voti; Jóhanna Sigurðardóttir (A), 10.224 voti; Ragnhildur Helgadóttir (D), 17.875 voti; Svava Jakobsdóttir (G), 11.004 voti; Svavar Gestsson (G), 11.987 voti; e Vilmundur Gylfason (A), 10.677 voti.
- Seggi compensativi - Björn Jónsson (A), 9.754 voti; Friðrik Klemenz Sophusson (D), 15.413 voti; e Ólafur Ragnar Grímsson (G), 10.430 voti.

##### 1974
Risultati delle elezioni parlamentari del 1974 tenutesi il 30 giugno 1974:
| Partito               | Partito                                | Partito               | Voti   | %       | Seggi   | Seggi | Seggi |
| Partito               | Partito                                | Partito               | Voti   | %       | Contro. | Com.  | Tot.  |
| --------------------- | -------------------------------------- | --------------------- | ------ | ------- | ------- | ----- | ----- |
|                       | Partito dell'Indipendenza              | D                     | 24.023 | 50,08%  | 7       | 1     | 8     |
|                       | Alleanza Popolare                      | G                     | 9.874  | 20,58%  | 2       | 1     | 3     |
|                       | Partito Progressista                   | B                     | 8.014  | 16,71%  | 2       | 0     | 2     |
|                       | Partito Socialdemocratico              | UN                    | 4.071  | 8,49%   | 1       | 1     | 2     |
|                       | Unione dei Liberali e della Sinistra   | F                     | 1.650  | 3,44%   | 0       | 1     | 1     |
|                       | Lega Comunista Rivoluzionaria          | R                     | 149    | 0,31%   | 0       | 0     | 0     |
|                       | Partito Comunista (marxista-leninista) | K                     | 121    | 0,25%   | 0       | 0     | 0     |
|                       | Partito Democratico                    | N                     | 67     | 0,14%   | 0       | 0     | 0     |
| Voti validi           | Voti validi                            | Voti validi           | 47.969 | 100,00% | 12      | 4     | 16    |
| Voti in bianco        | Voti in bianco                         | Voti in bianco        | 408    | 0,84%   |         |       |       |
| Voti respinti – Altro | Voti respinti – Altro                  | Voti respinti – Altro | 106    | 0,22%   |         |       |       |
| Totale sondaggi       | Totale sondaggi                        | Totale sondaggi       | 48.483 | 91,37%  |         |       |       |
| Elettori iscritti     | Elettori iscritti                      | Elettori iscritti     | 53.062 |         |         |       |       |

Furono eletti i seguenti candidati:
- Seggi elettorali - Albert Guðmundsson (D), 17.938 voti; Einar Ágústsson (B), 7.678 voti; Ellert Schram (D), 19.000 voti; Eðvarð Sigurðsson (G), 9.453 voti; Geir Hallgrímsson (D), 23.986 voti; Gunnar Thoroddsen (D), 22.998 voti; Gylfi Þorsteinsson Gíslason (A), 4.005 voti; Jóhann Hafstein (D), 20.960 voti; Magnús Kjartansson (G), 9.872 voti; Pétur Sigurðsson (D), 20.000 voti; Ragnhildur Helgadóttir (D), 22.013 voti; e Þórarinn Þórarinsson (B), 8.001 voti.
- Seggi compensativi - Eggert Gíslason Þorsteinsson (A), 2.036 voti; Guðmundur H. Garðarsson (D), 3.003 voti; Magnús Torfi Ólafsson (F), 1.650 voti; e Svava Jakobsdóttir (G), 3.291 voti.

##### 1971
Risultati delle elezioni parlamentari del 1971 tenutesi il 13 giugno 1971:
| Partito               | Partito                              | Partito               | Voti   | %       | Seggi   | Seggi | Seggi |
| Partito               | Partito                              | Partito               | Voti   | %       | Contro. | Com.  | Tot.  |
| --------------------- | ------------------------------------ | --------------------- | ------ | ------- | ------- | ----- | ----- |
|                       | Partito dell'Indipendenza            | D                     | 18.884 | 42,59%  | 6       | 1     | 7     |
|                       | Alleanza Popolare                    | G                     | 8.851  | 19,96%  | 2       | 1     | 3     |
|                       | Partito Progressista                 | B                     | 6.766  | 15,26%  | 2       | 0     | 2     |
|                       | Partito Socialdemocratico            | UN                    | 4.468  | 10,08%  | 1       | 1     | 2     |
|                       | Unione dei Liberali e della Sinistra | F                     | 4.017  | 9,06%   | 1       | 1     | 2     |
|                       | Partito di Candidatura               | O                     | 1.353  | 3,05%   | 0       | 0     | 0     |
| Voti validi           | Voti validi                          | Voti validi           | 44.339 | 100,00% | 12      | 4     | 16    |
| Voti in bianco        | Voti in bianco                       | Voti in bianco        | 497    | 1,11%   |         |       |       |
| Voti respinti – Altro | Voti respinti – Altro                | Voti respinti – Altro | 99     | 0,22%   |         |       |       |
| Totale sondaggi       | Totale sondaggi                      | Totale sondaggi       | 44.935 | 89,57%  |         |       |       |
| Elettori iscritti     | Elettori iscritti                    | Elettori iscritti     | 50.170 |         |         |       |       |

Furono eletti i seguenti candidati:
- Seggi elettorali - Auður Auðuns (D), 16.499 voti; Einar Ágústsson (B), 6.482 voti; Eðvarð Sigurðsson (G), 8.473 voti; Geir Hallgrímsson (D), 18.058 voti; Gunnar Thoroddsen (D), 17.127 voti; Gylfi Þorsteinsson Gíslason (A), 4.446 voti; Jóhann Hafstein (D), 18.794 voti; Magnús Kjartansson (G), 8.845 voti; Magnús Torfi Ólafsson (F), 4.015 voti; Pétur Sigurðsson (D), 15.729 voti; Ragnhildur Helgadóttir (D), 14.947 voti; e Þórarinn Þórarinsson (B), 6.755 voti.
- Seggi compensativi - Bjarni Guðnason (F), 2.009 voti; Eggert Gíslason Þorsteinsson (A), 2.234 voti; Ellert Schram (D), 2.698 voti; e Svava Jakobsdóttir (G), 2.950 voti.

#### Anni '60

##### 1967
Risultati delle elezioni parlamentari del 1967 tenutesi l'11 giugno 1967:
| Partito               | Partito                          | Partito               | Voti   | %       | Seggi   | Seggi | Seggi |
| Partito               | Partito                          | Partito               | Voti   | %       | Contro. | Com.  | Tot.  |
| --------------------- | -------------------------------- | --------------------- | ------ | ------- | ------- | ----- | ----- |
|                       | Partito dell'Indipendenza        | D                     | 17.510 | 42,87%  | 6       | 1     | 7     |
|                       | Partito Socialdemocratico        | UN                    | 7.138  | 17,48%  | 2       | 1     | 3     |
|                       | Partito Progressista             | B                     | 6.829  | 16,72%  | 2       | 0     | 2     |
|                       | Alleanza Popolare                | G                     | 5.423  | 13,28%  | 1       | 1     | 2     |
|                       | Indipendente                     | IO                    | 3.520  | 8,62%   | 1       | 0     | 1     |
|                       | Partito Democratico Indipendente | H                     | 420    | 1,03%   | 0       | 0     | 0     |
| Voti validi           | Voti validi                      | Voti validi           | 40.840 | 100,00% | 12      | 3     | 15    |
| Voti in bianco        | Voti in bianco                   | Voti in bianco        | 563    | 1,36%   |         |       |       |
| Voti respinti – Altro | Voti respinti – Altro            | Voti respinti – Altro | 122    | 0,29%   |         |       |       |
| Totale sondaggi       | Totale sondaggi                  | Totale sondaggi       | 41.525 | 91,43%  |         |       |       |
| Elettori iscritti     | Elettori iscritti                | Elettori iscritti     | 45.419 |         |         |       |       |

Furono eletti i seguenti candidati:
- Seggi elettorali - Auður Auðuns (D), 16.755 voti; Birgir Kjaran (D), 15.314 voti; Bjarni Benediktsson (D), 17.468 voti; Eggert Gíslason Þorsteinsson (A), 6.838 voti; Einar Ágústsson (B), 6.541 voti; Gylfi Þorsteinsson Gíslason (A), 7.128 voti; Annibale Valdimarsson (I), 3.519 voti; Jóhann Hafstein (D), 15.978 voti; Magnús Kjartansson (G), 5.419 voti; Ólafur Björnsson (D), 13.866 voti; Pétur Sigurðsson (D), 14.585 voti; e Þórarinn Þórarinsson (B), 6.823 voti.
- Seggi compensativi - Eðvarð Sigurðsson (G), 2.712 voti; Sigurður Ingimundarson (A), 2.379 voti; e Sveinn Guðmundsson (D), 2.501 voti.

#### 1963
Risultati delle elezioni parlamentari del 1963 tenutesi il 9 giugno 1963:
| Partito               | Partito                   | Partito               | Voti   | %       | Seggi   | Seggi | Seggi |
| Partito               | Partito                   | Partito               | Voti   | %       | Contro. | Com.  | Tot.  |
| --------------------- | ------------------------- | --------------------- | ------ | ------- | ------- | ----- | ----- |
|                       | Partito dell'Indipendenza | D                     | 19.122 | 50,71%  | 6       | 1     | 7     |
|                       | Alleanza Popolare         | G                     | 6.678  | 17,71%  | 2       | 1     | 3     |
|                       | Partito Progressista      | B                     | 6.178  | 16,38%  | 2       | 0     | 2     |
|                       | Partito Socialdemocratico | UN                    | 5.730  | 15,20%  | 2       | 1     | 3     |
| Voti validi           | Voti validi               | Voti validi           | 37.708 | 100,00% | 12      | 3     | 15    |
| Voti in bianco        | Voti in bianco            | Voti in bianco        | 530    | 1,38%   |         |       |       |
| Voti respinti – Altro | Voti respinti – Altro     | Voti respinti – Altro | 102    | 0,27%   |         |       |       |
| Totale sondaggi       | Totale sondaggi           | Totale sondaggi       | 38.340 | 90,74%  |         |       |       |
| Elettori iscritti     | Elettori iscritti         | Elettori iscritti     | 42.251 |         |         |       |       |

Furono eletti i seguenti candidati:
- Seggi elettorali - Alfreð Gíslason (G), 6.387 voti; Auður Auðuns (D), 18.319 voti; Bjarni Benediktsson (D), 19.112 voti; Eggert Gíslason Þorsteinsson (A), 5.489 voti; Einar Ágústsson (B), 5.918 voti; Einar Olgeirsson (G), 6.671 voti; Gunnar Thoroddsen (D), 16.716 voti; Gylfi Þorsteinsson Gíslason (A), 5.725 voti; Jóhann Hafstein (D), 17.523 voti; Ólafur Björnsson (D), 15.136 voti; Pétur Sigurðsson (D), 15.921 voti; e Þórarinn Þórarinsson (B), 6.166 voti.
- Seggi compensativi - Davíð Ólafsson (D), 2.732 voti; Eðvarð Sigurðsson (G), 2.226 voti; e Sigurður Ingimundarson (A), 1.910 voti.

#### Ottobre 1959
Risultati delle elezioni parlamentari dell'ottobre 1959 tenutesi il 25 e 26 ottobre 1959:
| Partito               | Partito                            | Partito               | Voti   | %       | Seggi   | Seggi | Seggi |
| Partito               | Partito                            | Partito               | Voti   | %       | Contro. | Com.  | Tot.  |
| --------------------- | ---------------------------------- | --------------------- | ------ | ------- | ------- | ----- | ----- |
|                       | Partito dell'Indipendenza          | D                     | 16.474 | 46,66%  | 7       | 1     | 8     |
|                       | Alleanza Popolare                  | G                     | 6.543  | 18,53%  | 2       | 1     | 3     |
|                       | Partito Socialdemocratico          | UN                    | 5.946  | 16,84%  | 2       | 1     | 3     |
|                       | Partito Progressista               | B                     | 4.100  | 11,61%  | 1       | 0     | 1     |
|                       | Partito Nazionale di Conservazione | F                     | 2.247  | 6,36%   | 0       | 0     | 0     |
| Voti validi           | Voti validi                        | Voti validi           | 35.310 | 100,00% | 12      | 3     | 15    |
| Voti in bianco        | Voti in bianco                     | Voti in bianco        | 419    | 1,17%   |         |       |       |
| Voti respinti – Altro | Voti respinti – Altro              | Voti respinti – Altro | 70     | 0,20%   |         |       |       |
| Totale sondaggi       | Totale sondaggi                    | Totale sondaggi       | 35.799 | 89,43%  |         |       |       |
| Elettori iscritti     | Elettori iscritti                  | Elettori iscritti     | 40.028 |         |         |       |       |

Furono eletti i seguenti candidati:
- Seggi elettorali - Alfred Gíslason (G), 6.266 voti; Auður Auðuns (D), 15.777 voti; Bjarni Benediktsson (D), 16.454 voti; Eggert Gíslason Þorsteinsson (A), 5.692 voti; Einar Olgeirsson (G), 6.541 voti; Gunnar Thoroddsen (D), 14.400 voti; Gylfi Þorsteinsson Gíslason (A), 5.930 voti; Jóhann Hafstein (D), 15.093 voti; Ólafur Björnsson (D), 13.040 voti; Pétur Sigurðsson (D), 12.344 voti; Ragnhildur Helgadóttir (D), 13.727 voti; e Þórarinn Þórarinsson (B), 4.097 voti.
- Seggi compensativi - Birgir Kjaran (D), 2.059 voti; Eðvarð Sigurðsson (G), 2.181 voti; e Sigurður Ingimundarson (A), 1.982 voti.

##### Giugno 1959
Risultati delle elezioni parlamentari del giugno 1959 tenutesi il 28 giugno 1959:
| Partito               | Partito                            | Partito               | Voti                  | Voti                  | Voti   | %       | Seggi   | Seggi | Seggi |
| Partito               | Partito                            | Partito               | Contro.               | Nat.                  | Tot.   | %       | Contro. | Com.  | Tot.  |
| --------------------- | ---------------------------------- | --------------------- | --------------------- | --------------------- | ------ | ------- | ------- | ----- | ----- |
|                       | Partito dell'Indipendenza          | D                     | 17.500                | 443                   | 17.943 | 50,99%  | 5       | 0     | 5     |
|                       | Alleanza Popolare                  | G                     | 6.412                 | 186                   | 6.598  | 18,75%  | 1       | 1     | 2     |
|                       | Partito Socialdemocratico          | UN                    | 4.591                 | 110                   | 4.701  | 13,36%  | 1       | 1     | 2     |
|                       | Partito Progressista               | B                     | 4.339                 | 107                   | 4.446  | 12,64%  | 1       | 0     | 1     |
|                       | Partito Nazionale di Conservazione | F                     | 1.445                 | 53                    | 1.498  | 4,26%   | 0       | 0     | 0     |
| Voti validi           | Voti validi                        | Voti validi           | 34.287                | 899                   | 35.186 | 100,00% | 8       | 2     | 10    |
| Voti in bianco        | Voti in bianco                     | Voti in bianco        | Voti in bianco        | Voti in bianco        | 431    | 1,21%   |         |       |       |
| Voti respinti – Altro | Voti respinti – Altro              | Voti respinti – Altro | Voti respinti – Altro | Voti respinti – Altro | 80     | 0,22%   |         |       |       |
| Totale sondaggi       | Totale sondaggi                    | Totale sondaggi       | Totale sondaggi       | Totale sondaggi       | 35.697 | 89,96%  |         |       |       |
| Elettori iscritti     | Elettori iscritti                  | Elettori iscritti     | Elettori iscritti     | Elettori iscritti     | 39.679 |         |         |       |       |

Furono eletti i seguenti candidati:
- Seggi elettorali - Bjarni Benediktsson (D), 17.470 voti; Björn Ólafsson (D), 16.270 voti; Einar Olgeirsson (G), 6.403 voti; Gunnar Thoroddsen (D), 14.199 voti; Gylfi Þorsteinsson Gíslason (A), 4.543 voti; Jóhann Hafstein (D), 15.291 voti; Ragnhildur Helgadóttir (D), 13.130 voti; e Þórarinn Þórarinsson (B), 4.320 voti.
- Seggi compensativi - Eggert Gíslason Þorsteinsson (A), 2.351 voti; e Hannibal Valdimarsson (G), 3.299 voti.

##### 1956
Risultati delle elezioni parlamentari del 1956 tenutesi il 24 giugno 1956:
| Partito               | Partito                            | Partito               | Voti                  | Voti                  | Voti   | %       | Seggi   | Seggi | Seggi |
| Partito               | Partito                            | Partito               | Contro.               | Nat.                  | Tot.   | %       | Contro. | Com.  | Tot.  |
| --------------------- | ---------------------------------- | --------------------- | --------------------- | --------------------- | ------ | ------- | ------- | ----- | ----- |
|                       | Partito dell'Indipendenza          | D                     | 16.427                | 501                   | 16.928 | 50,38%  | 5       | 1     | 6     |
|                       | Alleanza Popolare                  | G                     | 7.917                 | 323                   | 8.240  | 24,52%  | 2       | 1     | 3     |
|                       | Partito Socialdemocratico          | UN                    | 6.091                 | 215                   | 6.306  | 18,77%  | 1       | 1     | 2     |
|                       | Partito Nazionale di Conservazione | F                     | 1.905                 | 73                    | 1.978  | 5,89%   | 0       | 0     | 0     |
|                       | Partito Progressista               | B                     | -                     | 151                   | 151    | 0,45%   | 0       | 0     | 0     |
| Voti validi           | Voti validi                        | Voti validi           | 32.340                | 1.263                 | 33.603 | 100,00% | 8       | 3     | 11    |
| Voti in bianco        | Voti in bianco                     | Voti in bianco        | Voti in bianco        | Voti in bianco        | 521    | 1,51%   |         |       |       |
| Voti respinti – Altro | Voti respinti – Altro              | Voti respinti – Altro | Voti respinti – Altro | Voti respinti – Altro | 448    | 1,30%   |         |       |       |
| Totale sondaggi       | Totale sondaggi                    | Totale sondaggi       | Totale sondaggi       | Totale sondaggi       | 34.572 | 91,94%  |         |       |       |
| Elettori iscritti     | Elettori iscritti                  | Elettori iscritti     | Elettori iscritti     | Elettori iscritti     | 37.603 |         |         |       |       |

Furono eletti i seguenti candidati:
- Seggi elettorali - Bjarni Benediktsson (D), 16.380 voti; Björn Ólafsson (D), 15.106 voti; Einar Olgeirsson (G), 7.904 voti; Gunnar Thoroddsen (D), 13.328 voti; Hannibal Valdimarsson (G), 7.410 voti; Haraldur Guðmundsson (A), 6.055 voti; Jóhann Hafstein (D), 14.341 voti; e Ragnhildur Helgadóttir (D), 12.326 voti.
- Seggi compensativi - Alfreð Gíslason (G), 2.747 voti; Gylfi Þorsteinsson Gíslason (A), 3.153 voti; e Ólafur Björnsson (D), 2.821 voti.

##### 1953
Risultati delle elezioni parlamentari del 1953 tenutesi il 28 giugno 1953:
| Partito               | Partito                                          | Partito               | Voti                  | Voti                  | Voti   | %       | Seggi   | Seggi | Seggi |
| Partito               | Partito                                          | Partito               | Contro.               | Nat.                  | Tot.   | %       | Contro. | Com.  | Tot.  |
| --------------------- | ------------------------------------------------ | --------------------- | --------------------- | --------------------- | ------ | ------- | ------- | ----- | ----- |
|                       | Partito dell'Indipendenza                        | D                     | 11.989                | 256                   | 12.245 | 39,24%  | 4       | 0     | 4     |
|                       | Partito dell'Unità Popolare – Partito Socialista | C                     | 6.558                 | 146                   | 6.704  | 21,48%  | 2       | 1     | 3     |
|                       | Partito Socialdemocratico                        | UN                    | 4.846                 | 90                    | 4.936  | 15,82%  | 1       | 1     | 2     |
|                       | Partito Nazionale di Conservazione               | F                     | 2.575                 | 155                   | 2.730  | 8,75%   | 1       | 1     | 2     |
|                       | Partito Progressista                             | B                     | 2.554                 | 70                    | 2.624  | 8,41%   | 0       | 0     | 0     |
|                       | Partito Repubblicano                             | E                     | 1.890                 | 80                    | 1.970  | 6,31%   | 0       | 0     | 0     |
| Voti validi           | Voti validi                                      | Voti validi           | 30.412                | 797                   | 31.209 | 100,00% | 8       | 3     | 11    |
| Voti in bianco        | Voti in bianco                                   | Voti in bianco        | Voti in bianco        | Voti in bianco        | 453    | 1,43%   |         |       |       |
| Voti respinti – Altro | Voti respinti – Altro                            | Voti respinti – Altro | Voti respinti – Altro | Voti respinti – Altro | 83     | 0,26%   |         |       |       |
| Totale sondaggi       | Totale sondaggi                                  | Totale sondaggi       | Totale sondaggi       | Totale sondaggi       | 31.745 | 89,55%  |         |       |       |
| Elettori iscritti     | Elettori iscritti                                | Elettori iscritti     | Elettori iscritti     | Elettori iscritti     | 35.451 |         |         |       |       |

Furono eletti i seguenti candidati:
- Seggi elettorali - Bjarni Benediktsson (D), 11.800 voti; Björn Ólafsson (D), 10.312 voti; Einar Olgeirsson (C), 6.556 voti; Gils Guðmundsson (F), 2.570 voti; Gunnar Thoroddsen (D), 9.551 voti; Haraldur Guðmundsson (A), 4.832 voti; Jóhann Hafstein (D), 10.296 voti; e Sigurður Guðnason (C), 6.143 voti.
- Seggi compensativi - Bergur Sigurbjörnsson (F), 1.365 voti; Brynjólfur Bjarnason (C), 2.235 voti; e Gylfi Þorsteinsson Gíslason (A), 2.468 voti.

#### Anni '40

##### 1949
Risultati delle elezioni parlamentari del 1949 tenutesi il 23 e 24 ottobre 1949:
| Partito               | Partito                                          | Partito               | Voti                  | Voti                  | Voti   | %       | Seggi   | Seggi | Seggi |
| Partito               | Partito                                          | Partito               | Contro.               | Nat.                  | Tot.   | %       | Contro. | Com.  | Tot.  |
| --------------------- | ------------------------------------------------ | --------------------- | --------------------- | --------------------- | ------ | ------- | ------- | ----- | ----- |
|                       | Partito dell'Indipendenza                        | D                     | 12.768                | 222                   | 12.990 | 45,52%  | 4       | 1     | 5     |
|                       | Partito dell'Unità Popolare – Partito Socialista | C                     | 8.057                 | 76                    | 8.133  | 28,50%  | 2       | 1     | 3     |
|                       | Partito Socialdemocratico                        | UN                    | 4.376                 | 44                    | 4.420  | 15,49%  | 1       | 1     | 2     |
|                       | Partito Progressista                             | B                     | 2.967                 | 29                    | 2.996  | 10,50%  | 1       | 0     | 1     |
| Voti validi           | Voti validi                                      | Voti validi           | 28.168                | 371                   | 28.539 | 100,00% | 8       | 3     | 11    |
| Voti in bianco        | Voti in bianco                                   | Voti in bianco        | Voti in bianco        | Voti in bianco        | 362    | 1,25%   |         |       |       |
| Voti respinti – Altro | Voti respinti – Altro                            | Voti respinti – Altro | Voti respinti – Altro | Voti respinti – Altro | 80     | 0,28%   |         |       |       |
| Totale sondaggi       | Totale sondaggi                                  | Totale sondaggi       | Totale sondaggi       | Totale sondaggi       | 28.981 | 88,88%  |         |       |       |
| Elettori iscritti     | Elettori iscritti                                | Elettori iscritti     | Elettori iscritti     | Elettori iscritti     | 32.606 |         |         |       |       |

Furono eletti i seguenti candidati:
- Seggi elettorali - Bjarni Benediktsson (D), 12.683 voti; Björn Ólafsson (D), 11.615 voti; Einar Olgeirsson (C), 8.141 voti; Gunnar Thoroddsen (D), 10.324 voti; Haraldur Guðmundsson (A), 4.346 voti; Jóhann Hafstein (D), 10.564 voti; Rannveig Þorsteinsdóttir (B), 2.956 voti; e Sigurður Guðnason (C), 7.541 voti.
- Seggi compensativi - Brynjólfur Bjarnason (C), 2.711 voti; Gylfi Þorsteinsson Gíslason (A), 2.210 voti; e Kristín L. Sigurðardóttir (D), 2.598 voti.

##### 1946
Risultati delle elezioni parlamentari del 1946 tenutesi il 30 giugno 1946:
| Partito               | Partito                                          | Partito               | Voti                  | Voti                  | Voti   | %       | Seggi   | Seggi | Seggi |
| Partito               | Partito                                          | Partito               | Contro.               | Nat.                  | Tot.   | %       | Contro. | Com.  | Tot.  |
| --------------------- | ------------------------------------------------ | --------------------- | --------------------- | --------------------- | ------ | ------- | ------- | ----- | ----- |
|                       | Partito dell'Indipendenza                        | D                     | 11.336                | 244                   | 11.580 | 47,12%  | 4       | 1     | 5     |
|                       | Partito dell'Unità Popolare – Partito Socialista | C                     | 6.889                 | 101                   | 6.990  | 28,44%  | 3       | 1     | 4     |
|                       | Partito Socialdemocratico                        | UN                    | 4.530                 | 40                    | 4.570  | 18,60%  | 1       | 1     | 2     |
|                       | Partito Progressista                             | B                     | 1.427                 | 9                     | 1.436  | 5,84%   | 0       | 0     | 0     |
| Voti validi           | Voti validi                                      | Voti validi           | 24.182                | 394                   | 24.576 | 100,00% | 8       | 3     | 11    |
| Voti in bianco        | Voti in bianco                                   | Voti in bianco        | Voti in bianco        | Voti in bianco        | 215    | 0,86%   |         |       |       |
| Voti respinti – Altro | Voti respinti – Altro                            | Voti respinti – Altro | Voti respinti – Altro | Voti respinti – Altro | 84     | 0,34%   |         |       |       |
| Totale sondaggi       | Totale sondaggi                                  | Totale sondaggi       | Totale sondaggi       | Totale sondaggi       | 24.875 | 86,72%  |         |       |       |
| Elettori iscritti     | Elettori iscritti                                | Elettori iscritti     | Elettori iscritti     | Elettori iscritti     | 28.683 |         |         |       |       |

Furono eletti i seguenti candidati:
- Seggi elettorali - Einar Olgeirsson (C), 6.877 voti; Gylfi Þorsteinsson Gíslason (A), 4.484 voti; Hallgrímur Benediktsson (D), 10.572 voti; Jóhann Hafstein (D), 9.105 voti; Pétur Magnússon (D), 11.268 voti; Sigfús Sigurhjartarson (C), 6.446 voti; Sigurður Guðnason (C), 6.015 voti; e Sigurður Kristjánsson (D), 9.842 voti.
- Seggi compensativi - Bjarni Benediktsson (D), 2.316 voti; Katrín Thoroddsen (C), 1.748 voti; e Sigurjon A. Ólafsson (A), 1.285 voti.

##### Ottobre 1942
Risultati delle elezioni parlamentari dell'ottobre 1942 tenutesi il 18 e 19 ottobre 1942:
| Partito               | Partito                                          | Partito               | Voti                  | Voti                  | Voti   | %       | Seggi   | Seggi | Seggi |
| Partito               | Partito                                          | Partito               | Contro.               | Nat.                  | Tot.   | %       | Contro. | Com.  | Tot.  |
| --------------------- | ------------------------------------------------ | --------------------- | --------------------- | --------------------- | ------ | ------- | ------- | ----- | ----- |
|                       | Partito dell'Indipendenza                        | D                     | 8.170                 | 122                   | 8.292  | 41,87%  | 4       | 1     | 5     |
|                       | Partito dell'Unità Popolare – Partito Socialista | C                     | 5.928                 | 52                    | 5.980  | 30,20%  | 3       | 1     | 4     |
|                       | Partito Socialdemocratico                        | UN                    | 3.278                 | 25                    | 3.303  | 16,68%  | 1       | 1     | 2     |
|                       | Partito Nazionale Repubblicano                   | E                     | 1.284                 | -                     | 1.284  | 6,48%   | 0       | 0     | 0     |
|                       | Partito Progressista                             | B                     | 939                   | 6                     | 945    | 4,77%   | 0       | 0     | 0     |
| Voti validi           | Voti validi                                      | Voti validi           | 19.599                | 205                   | 19.804 | 100,00% | 8       | 3     | 11    |
| Voti in bianco        | Voti in bianco                                   | Voti in bianco        | Voti in bianco        | Voti in bianco        | 211    | 1,05%   |         |       |       |
| Voti respinti – Altro | Voti respinti – Altro                            | Voti respinti – Altro | Voti respinti – Altro | Voti respinti – Altro | 43     | 0,21%   |         |       |       |
| Totale sondaggi       | Totale sondaggi                                  | Totale sondaggi       | Totale sondaggi       | Totale sondaggi       | 20.058 | 81,07%  |         |       |       |
| Elettori iscritti     | Elettori iscritti                                | Elettori iscritti     | Elettori iscritti     | Elettori iscritti     | 24.741 |         |         |       |       |

Furono eletti i seguenti candidati:
- Seggi elettorali - Bjarni Benediktsson (D), 6.936 voti; Brynjólfur Bjarnason (C), 5.549 voti; Einar Olgeirsson (C), 5.921 voti; Jakob Möller (D), 7.230 voti; Magnús Jónsson (D), 7.766 voti; Sigfús Sigurhjartarson (C), 5.181 voti; Sigurður Kristjánsson (D), 6.621 voti; e Stefán Jóhann Stefánsson (A), 3.226 voti.
- Seggi compensativi - Haraldur Guðmundsson (A), 1.652 voti; Pétur Magnússon (D), 1.658 voti; e Sigurður Guðnason (C), 1.495 voti.

##### Luglio 1942
Risultati delle elezioni parlamentari del luglio 1942 tenutesi il 5 luglio 1942:
| Partito               | Partito                                          | Partito               | Voti                  | Voti                  | Voti   | %       | Seggi   | Seggi | Seggi |
| Partito               | Partito                                          | Partito               | Contro.               | Nat.                  | Tot.   | %       | Contro. | Com.  | Tot.  |
| --------------------- | ------------------------------------------------ | --------------------- | --------------------- | --------------------- | ------ | ------- | ------- | ----- | ----- |
|                       | Partito dell'Indipendenza                        | D                     | 8.696                 | 105                   | 8.801  | 46,12%  | 3       | 1     | 4     |
|                       | Partito dell'Unità Popolare – Partito Socialista | C                     | 5.296                 | 39                    | 5.335  | 27,96%  | 2       | 1     | 3     |
|                       | Partito Socialdemocratico                        | UN                    | 3.290                 | 29                    | 3.319  | 17,39%  | 1       | 1     | 2     |
|                       | Partito Progressista                             | B                     | 889                   | 16                    | 905    | 4,74%   | 0       | 0     | 0     |
|                       | Partito Repubblicano                             | E                     | 618                   | -                     | 618    | 3,24%   | 0       | 0     | 0     |
|                       | Sinistra Liberale                                | F                     | 103                   | -                     | 103    | 0,54%   | 0       | 0     | 0     |
| Voti validi           | Voti validi                                      | Voti validi           | 18.892                | 189                   | 19.081 | 100,00% | 6       | 3     | 9     |
| Voti in bianco        | Voti in bianco                                   | Voti in bianco        | Voti in bianco        | Voti in bianco        | 198    | 1,02%   |         |       |       |
| Voti respinti – Altro | Voti respinti – Altro                            | Voti respinti – Altro | Voti respinti – Altro | Voti respinti – Altro | 81     | 0,42%   |         |       |       |
| Totale sondaggi       | Totale sondaggi                                  | Totale sondaggi       | Totale sondaggi       | Totale sondaggi       | 19.360 | 78,56%  |         |       |       |
| Elettori iscritti     | Elettori iscritti                                | Elettori iscritti     | Elettori iscritti     | Elettori iscritti     | 24.644 |         |         |       |       |

Furono eletti i seguenti candidati:
- Seggi elettorali - Bjarni Benediktsson (D), 7.122 voti; Brynjólfur Bjarnason (C), 4.848 voti; Einar Olgeirsson (C), 5.290 voti; Jakob Möller (D), 7.853 voti; Magnús Jónsson (D), 8.553 voti; e Stefán Jóhann Stefánsson (A), 3.163 voti.
- Seggi compensativi - Sigfús Sigurhjartarson (C), 4.409 voti; Sigurður Kristjánsson (D), 6.623 voti; e Sigurjon A. Ólafsson (A), 3.015 voti.

#### Anni '30

##### 1937
Risultati delle elezioni parlamentari del 1937 tenutesi il 29 giugno 1937:
| Partito               | Partito                     | Partito               | Voti                  | Voti                  | Voti   | %       | Seggi   | Seggi | Seggi |
| Partito               | Partito                     | Partito               | Contro.               | Nat.                  | Tot.   | %       | Contro. | Com.  | Tot.  |
| --------------------- | --------------------------- | --------------------- | --------------------- | --------------------- | ------ | ------- | ------- | ----- | ----- |
|                       | Partito dell'Indipendenza   | S                     | 10.026                | 112                   | 10.138 | 55,95%  | 4       | 1     | 5     |
|                       | Partito Socialdemocratico   | UN                    | 4.096                 | 39                    | 4.135  | 22,82%  | 1       | 1     | 2     |
|                       | Partito Comunista d'Islanda | K                     | 2.718                 | 24                    | 2.742  | 15,13%  | 1       | 1     | 2     |
|                       | Partito Progressista        | F                     | 1.020                 | 27                    | 1.047  | 5,78%   | 0       | 0     | 0     |
|                       | Partito dei Contadini       | B                     | -                     | 59                    | 59     | 0,33%   | 0       | 0     | 0     |
| Voti validi           | Voti validi                 | Voti validi           | 17.860                | 261                   | 18.121 | 100,00% | 6       | 3     | 9     |
| Voti in bianco        | Voti in bianco              | Voti in bianco        | Voti in bianco        | Voti in bianco        | 113    | 0,62%   |         |       |       |
| Voti respinti – Altro | Voti respinti – Altro       | Voti respinti – Altro | Voti respinti – Altro | Voti respinti – Altro | 97     | 0,53%   |         |       |       |
| Totale sondaggi       | Totale sondaggi             | Totale sondaggi       | Totale sondaggi       | Totale sondaggi       | 18.331 | 89,15%  |         |       |       |
| Elettori iscritti     | Elettori iscritti           | Elettori iscritti     | Elettori iscritti     | Elettori iscritti     | 20.563 |         |         |       |       |

Furono eletti i seguenti candidati:
- Seggi elettorali - Einar Olgeirsson (K), 2.718 voti; Héðinn Valdimarsson (A), 4.069 voti; Jakob Möller (S), 9.130 voti; Magnús Jónsson (S), 10.005 voti; Pétur Halldórsson (S), 8.340 voti; e Sigurður Kristjánsson (S), 7.497 voti.
- Seggi compensativi - Brynjólfur Bjarnason (K), 2.489 voti; Guðrún Lárusdóttir (S), 6.658 voti; e Sigurjon A. Ólafsson (A), 3.728 voti.

##### 1934
Risultati delle elezioni parlamentari del 1934 tenutesi il 24 giugno 1934:
| Partito               | Partito                     | Partito               | Voti                  | Voti                  | Voti   | %       | Seggi   | Seggi | Seggi |
| Partito               | Partito                     | Partito               | Contro.               | Nat.                  | Tot.   | %       | Contro. | Com.  | Tot.  |
| --------------------- | --------------------------- | --------------------- | --------------------- | --------------------- | ------ | ------- | ------- | ----- | ----- |
|                       | Partito dell'Indipendenza   | S                     | 7.419                 | 106                   | 7.525  | 50,91%  | 4       | 1     | 5     |
|                       | Partito Socialdemocratico   | UN                    | 4.989                 | 50                    | 5.039  | 34,09%  | 2       | 1     | 3     |
|                       | Partito Comunista d'Islanda | K                     | 1.002                 | 12                    | 1.014  | 6,86%   | 0       | 0     | 0     |
|                       | Partito Progressista        | F                     | 790                   | 15                    | 805    | 5,45%   | 0       | 0     | 0     |
|                       | Partito Nazionalista        | Þ                     | 215                   | -                     | 215    | 1,45%   | 0       | 0     | 0     |
|                       | Partito dei Contadini       | B                     | 170                   | 13                    | 183    | 1,24%   | 0       | 0     | 0     |
| Voti validi           | Voti validi                 | Voti validi           | 14.585                | 196                   | 14.781 | 100,00% | 6       | 2     | 8     |
| Voti in bianco        | Voti in bianco              | Voti in bianco        | Voti in bianco        | Voti in bianco        | 59     | 0,40%   |         |       |       |
| Voti respinti – Altro | Voti respinti – Altro       | Voti respinti – Altro | Voti respinti – Altro | Voti respinti – Altro | 45     | 0,30%   |         |       |       |
| Totale sondaggi       | Totale sondaggi             | Totale sondaggi       | Totale sondaggi       | Totale sondaggi       | 14.885 | 81,09%  |         |       |       |
| Elettori iscritti     | Elettori iscritti           | Elettori iscritti     | Elettori iscritti     | Elettori iscritti     | 18.357 |         |         |       |       |

Furono eletti i seguenti candidati:
- Seggi elettorali - Héðinn Valdimarsson (A), 4.982 voti; Jakob Möller (S), 6.306 voti; Magnús Jónsson (S), 7.392 voti; Pétur Halldórsson (S), 6.202 voti; Sigurjon A. Ólafsson (A), 4.564 voti; e Sigurður Kristjánsson (S), 5.565 voti.
- Seggi compensativi - Guðrún Lárusdóttir (S), 4.941 voti; e Stefán Jóhann Stefánsson (A), 4.156 voti.

##### 1933
Risultati delle elezioni parlamentari del 1933 tenutesi il 16 luglio 1933:
| Partito               | Partito                     | Partito               | Voti   | %       | Seggi |
| --------------------- | --------------------------- | --------------------- | ------ | ------- | ----- |
|                       | Partito dell'Indipendenza   | S                     | 5.693  | 58,85%  | 3     |
|                       | Partito Socialdemocratico   | UN                    | 3.244  | 33,53%  | 1     |
|                       | Partito Comunista d'Islanda | K                     | 737    | 7,62%   | 0     |
| Voti validi           | Voti validi                 | Voti validi           | 9.674  | 100,00% | 4     |
| Voti in bianco        | Voti in bianco              | Voti in bianco        | 56     | 0,57%   |       |
| Voti respinti – Altro | Voti respinti – Altro       | Voti respinti – Altro | 49     | 0,50%   |       |
| Totale sondaggi       | Totale sondaggi             | Totale sondaggi       | 9.779  | 67,42%  |       |
| Elettori iscritti     | Elettori iscritti           | Elettori iscritti     | 14.504 |         |       |

Furono eletti i seguenti candidati: Héðinn Valdimarsson (A), 3.239 voti; Jakob Möller (S), 5.569 voti; Magnús Jónsson (S), 4.273 voti; e Pétur Halldórsson (S), 2.902 voti.

##### 1931
Risultati delle elezioni parlamentari del 1931 tenutesi il 12 giugno 1931:
| Partito               | Partito                     | Partito               | Voti   | %       | Seggi |
| --------------------- | --------------------------- | --------------------- | ------ | ------- | ----- |
|                       | Partito dell'Indipendenza   | S                     | 5.576  | 57,55%  | 3     |
|                       | Partito Socialdemocratico   | UN                    | 2.628  | 27,12%  | 1     |
|                       | Partito Progressista        | F                     | 1.234  | 12,74%  | 0     |
|                       | Partito Comunista d'Islanda | K                     | 251    | 2,59%   | 0     |
| Voti validi           | Voti validi                 | Voti validi           | 9.689  | 100,00% | 4     |
| Voti in bianco        | Voti in bianco              | Voti in bianco        | 43     | 0,44%   |       |
| Voti respinti – Altro | Voti respinti – Altro       | Voti respinti – Altro | 17     | 0,17%   |       |
| Totale sondaggi       | Totale sondaggi             | Totale sondaggi       | 9.749  | 78,16%  |       |
| Elettori iscritti     | Elettori iscritti           | Elettori iscritti     | 12.473 |         |       |

Furono eletti i seguenti candidati: Einar Arnórsson (S), 4.174 voti; Héðinn Valdimarsson (A), 2.625 voti; Jakob Möller (S), 5.543 voti; e Magnús Jónsson (S), 2.802 voti.

#### Anni '20

##### 1927
Risultati delle elezioni parlamentari del 1927 tenutesi il 9 luglio 1927:
| Partito           | Partito                   | Partito           | Voti  | %       | Seggi |
| ----------------- | ------------------------- | ----------------- | ----- | ------- | ----- |
|                   | Partito Conservatore      | IO                | 3.550 | 49,30%  | 2     |
|                   | Partito Socialdemocratico | UN                | 2.493 | 34,62%  | 2     |
|                   | Partito Liberale          | FL                | 1.158 | 16,08%  | 0     |
| Voti validi       | Voti validi               | Voti validi       | 7.201 | 100,00% | 4     |
| Voti respinti     | Voti respinti             | Voti respinti     | 19    | 0,26%   |       |
| Totale sondaggi   | Totale sondaggi           | Totale sondaggi   | 7.220 | 72,31%  |       |
| Elettori iscritti | Elettori iscritti         | Elettori iscritti | 9.985 |         |       |

Furono eletti i seguenti candidati: Héðinn Valdimarsson (A), 2.487 voti; Jón Ólafsson (Í), 2.649 voti; Magnús Jónsson (Í), 3.440 voti; e Sigurjon A. Ólafsson (A), 1.858 voti.

##### 1923
Risultati delle elezioni parlamentari del 1923 tenutesi il 27 ottobre 1923:
| Partito               | Partito                   | Partito               | Voti  | %       | Seggi |
| --------------------- | ------------------------- | --------------------- | ----- | ------- | ----- |
|                       | Partito dei Cittadini     | B                     | 4.944 | 66,49%  | 3     |
|                       | Partito Socialdemocratico | UN                    | 2.492 | 33,51%  | 1     |
| Voti validi           | Voti validi               | Voti validi           | 7.436 | 100,00% | 4     |
| Voti in bianco        | Voti in bianco            | Voti in bianco        | 15    | 0,20%   |       |
| Voti respinti – Altro | Voti respinti – Altro     | Voti respinti – Altro | 26    | 0,35%   |       |
| Totale sondaggi       | Totale sondaggi           | Totale sondaggi       | 7.477 | 84,12%  |       |
| Elettori iscritti     | Elettori iscritti         | Elettori iscritti     | 8.889 |         |       |

Furono eletti i seguenti candidati: Jón Baldvinsson (A), 2.491 voti; Jón Þorláksson (B), 4.879 voti; Jakob Möller (B), 3.697 voti; e Magnús Jónsson (B), 2.478 voti.

#### Anni '10

##### 1919
Risultati delle elezioni parlamentari del 1919 tenutesi il 15 novembre 1919:
| Candidato              | Partito               | Partito                                       | Partito               | Candidato | Candidato | Partito | Partito |
| Candidato              | Partito               | Partito                                       | Partito               | Voti      | %         | Voti    | %       |
| ---------------------- | --------------------- | --------------------------------------------- | --------------------- | --------- | --------- | ------- | ------- |
| Sveinn Bjornsson       |                       | Indipendente (Partito della Regola Domestica) | U(H)                  | 2.589     | 36,09%    | 2.013   | 56,12%  |
| Jón Magnússon          |                       | Partito della Regola Domestica                | H                     | 1.437     | 20,03%    | 2.013   | 56,12%  |
| Óiafur Friðriksson     |                       | Partito Socialdemocratico                     | UN                    | 863       | 12,03%    | 853     | 23,78%  |
| Þorvarður Þorvaröarson |                       | Partito Socialdemocratico                     | UN                    | 843       | 11,75%    | 853     | 23,78%  |
| Jakob Möller           |                       | Indipendente (Partito dell'Indipendenza)      | NOI)                  | 1.442     | 20,10%    | 721     | 20,10%  |
| Voti validi            | Voti validi           | Voti validi                                   | Voti validi           | 7.174     | 100,00%   | 3.587   | 100,00% |
| Voti in bianco         | Voti in bianco        | Voti in bianco                                | Voti in bianco        |           |           | 2       | 0,05%   |
| Voti respinti – Altro  | Voti respinti – Altro | Voti respinti – Altro                         | Voti respinti – Altro |           |           | 88      | 2,39%   |
| Totale sondaggi        | Totale sondaggi       | Totale sondaggi                               | Totale sondaggi       |           |           | 3.677   | 66,72%  |
| Elettori iscritti      | Elettori iscritti     | Elettori iscritti                             | Elettori iscritti     |           |           | 5.511   |         |

Jakob Möller (U(S)) e Sveinn Björnsson (U(H)) furono eletti.

##### Ottobre 1916
Risultati delle elezioni parlamentari dell'ottobre 1916 tenutesi il 21 ottobre 1916:
| Candidato              | Partito               | Partito                             | Partito               | Candidato | Candidato | Partito | Partito |
| Candidato              | Partito               | Partito                             | Partito               | Voti      | %         | Voti    | %       |
| ---------------------- | --------------------- | ----------------------------------- | --------------------- | --------- | --------- | ------- | ------- |
| Jörundur Brynjolfsson  |                       | Partito Socialdemocratico           | UN                    | 797       | 21,40%    | 748,5   | 40,20%  |
| Þorvarður Þorvaröarson |                       | Partito Socialdemocratico           | UN                    | 700       | 18,80%    | 748,5   | 40,20%  |
| Jón Magnússon          |                       | Partito della Regola Domestica      | H                     | 725       | 19,47%    | 710,0   | 38,13%  |
| Knud Zimsen            |                       | Partito della Regola Domestica      | H                     | 695       | 18,66%    | 710,0   | 38,13%  |
| Sveinn Bjornsson       |                       | Partito dell'Indipendenza (Langsum) | SL                    | 522       | 14,02%    | 403,5   | 21,67%  |
| Magnus Blondahl        |                       | Partito dell'Indipendenza (Langsum) | SL                    | 285       | 7,65%     | 403,5   | 21,67%  |
| Voti validi            | Voti validi           | Voti validi                         | Voti validi           | 3.724     | 100,00%   | 1.862,0 | 100,00% |
| Voti in bianco         | Voti in bianco        | Voti in bianco                      | Voti in bianco        |           |           | 12.0    | 0,60%   |
| Voti respinti – Altro  | Voti respinti – Altro | Voti respinti – Altro               | Voti respinti – Altro |           |           | 129,0   | 6,44%   |
| Totale sondaggi        | Totale sondaggi       | Totale sondaggi                     | Totale sondaggi       |           |           | 2.003,0 | 43,71%  |
| Elettori iscritti      | Elettori iscritti     | Elettori iscritti                   | Elettori iscritti     |           |           | 4.582,0 |         |

Jón Magnússon (H) e Jörundur Brynjólfsson (A) furono eletti.

##### 1914
Risultati delle elezioni parlamentari del 1914 tenutesi l'11 aprile 1914:
| Candidato          | Voti  | %       |
| ------------------ | ----- | ------- |
| Sveinn Bjornsson   | 700   | 25,20%  |
| Jón Magnússon      | 655   | 23,58%  |
| Jón Þorláksson     | 605   | 21,78%  |
| Sigurður Jónsson   | 498   | 17,93%  |
| Lárus H. Bjarnason | 320   | 11,52%  |
| Totale             | 2.778 | 100,00% |
|                    |       |         |
| Voti validi        | 1.389 |         |
| Voti respinti      | 16    | 1,14%   |
| Totale sondaggi    | 1.405 | 62,33%  |
| Elettori iscritti  | 2.254 |         |

Jón Magnússon e Sveinn Björnsson furono eletti.

#### '900

##### 1911
Risultati delle elezioni parlamentari del 1911 tenutesi l'28 ottobre 1911:
| Candidate             | Voti  | %       |
| --------------------- | ----- | ------- |
| Lárus H. Bjarnason    | 924   | 27.53%  |
| Jón Jónsson           | 874   | 26.04%  |
| Jón Þorkelsson        | 653   | 19.46%  |
| Magnús Blöndahl       | 651   | 19.40%  |
| Halldór Daníelsson    | 172   | 5.13%   |
| Guðmundur Finnbogason | 82    | 2.44%   |
| Totale                | 3,356 | 100.00% |
|                       |       |         |
| Voti validi           | 1,678 |         |
| Voti respinti         | 54    | 3.12%   |
| Totale sondaggi       | 1,732 | 77.36%  |
| Elettori iscritti     | 2,239 |         |

Jón Jónsson and Lárus H. Bjarnason furono eletti.

##### 1908
Risultati delle elezioni parlamentari del 1908 tenutesi il 10 settembre 1908:
| Candidato           | Voti  | %       |
| ------------------- | ----- | ------- |
| Jón Þorkelsson      | 579   | 28,72%  |
| Magnus Blondahl     | 529   | 26,24%  |
| Guðmundur Björnsson | 455   | 22,57%  |
| Jón Þorláksson      | 453   | 22,47%  |
| Totale              | 2.016 | 100,00% |
|                     |       |         |
| Voti validi         | 1.008 |         |
| Voti respinti       | 84    | 7,69%   |
| Totale sondaggi     | 1.092 | 65,90%  |
| Elettori iscritti   | 1.657 |         |

Jón Þorkelsson e Magnús Blöndahl furono eletti.